# Кайраку-эн
Кайраку-эн (яп. 偕楽園), также Токива-коэн (яп. 常磐公園) — японский сад в городе Мито (главном городе префектуры Ибараки), на востоке острова Хонсю. Один из Трёх знаменитых садов Японии (наряду с Кэнроку-эн и с Кораку-эн). Входит в префектурный природный парк Мито (水戸県立自然公園).
Название сада означает «сад, которым наслаждаются вместе». Название основано на цитате из Мэн-цзы: «Хороша радость того, кто радуется вместе с народом».
Парк был разбит по указанию 9-го князя Мито, Токугавы Нариаки (1800—1860), в 1841 или 1842 году. В 1834 году он приказал Нагао Кагэнори (長尾景徳) высадить множество сливовых деревьев в районе Камисаки деревни Токива, в том числе для пропитания подданных (утверждают, что было высажено 10 тысяч слив 150 сортов). В отличие от других знаменитых садов, он был открыт не только для правителя и приближённых. Вначале в парк могли попасть самураи, священнослужители и монахи, а позже его открыли и для широкой публики.
Открытие сада следовало философии, что необходимо перемежать усилия и отдых. Так, незадолго до парка неподалёку была открыта военная школа Кодокан.
В 1922 году сад был объявлен национальным ландшафтным и историческим объектом.
Во время Второй мировой войны Кайраку-эн пострадал от воздушных налётов. Бомбардировка Мито 2 августа 1945 года уничтожила павильон Кобунтэй, а сад пришёл в запустение. Через 10 лет после этого он был восстановлен.
При создании сада уделялось внимание балансу инь и ян, кроме ландшафта самого сада была использована техника «заимствованного пейзажа» (яп. 借景 сяккэй), то есть учитывалось сочетание внешних объектов с видами внутри сада. В саду есть два источника. Больше всего сад знаменит своей сливовой рощей. С конца февраля по март, в сезон их цветения, сад посещают множество туристов; в это время вход становится платным. Также в этот сезон проводится ежегодный «праздник слив Мито» (яп. 水戸の梅まつり). Всего в саду около 3000 сливовых деревьев 60 разных сортов. Кроме слив, в саду имеются вишнёвая, бамбуковая и криптомериевые рощи, летом цветут рододендроны. Вдоль ручьёв высажены ивы, клёны, керрии. Летом в парке устраивают мероприятия с фейерверками. Также известен павильон Кобунтэй (好文亭), построенный в традиционном японском стиле. Павильон был построен Нариаки в качестве личной виллы, он приглашал туда различных людей искусства. С третьего этажа павильона открывается панорамный вид на парк.
Площадь сада составляет 115—138 тыс. м².
Сад находится у озера Семба-ко, известного своими лебедями. В парк ведёт множество ворот, включая главные, почётные, западные и восточные.
С юга парк выходит на реку Сакура-гава (приток реки Нака), в которую впадает Саватари-гава. Через парк проходит железная дорога (линия Дзёбан) и автострада Мито-Камису.
Перед садом стоит основанное в 1874 году святилище Токива-дзиндзя, посвящённое душам Токугавы Мицукуни и Токугавы Нариаки.
Множество автобусных линий связывают сад с железнодорожной станцией Мито; в сезон цветения слив действует также железнодорожная станция Кайракуэн, расположенная у входа в сад.